# Хобби

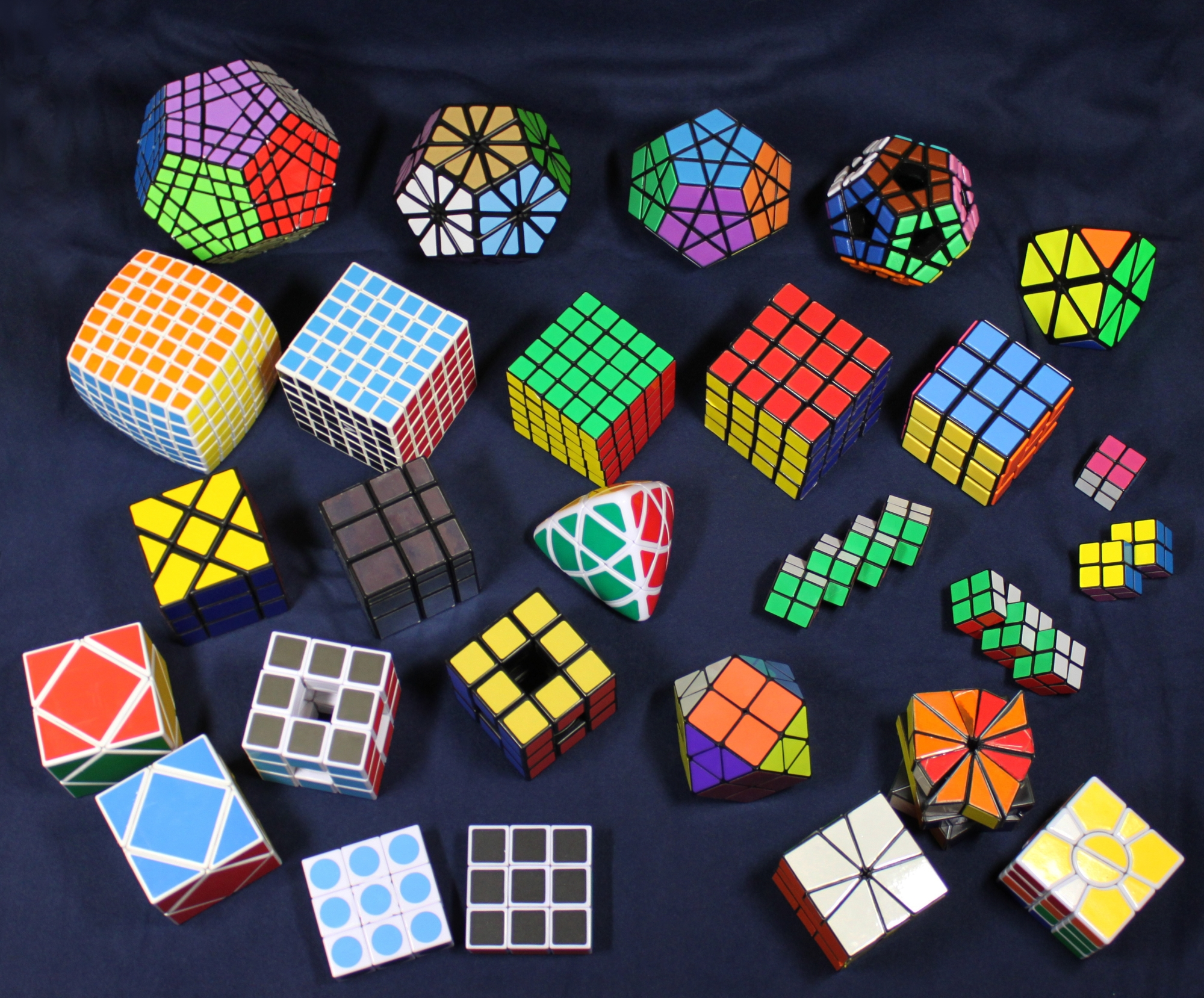
Коллекционирование кубиков Рубика.

Хо́бби (от англ. hobby — увлечение, любимое дело) или увлече́ние — вид человеческой деятельности, которым занимаются на досуге, для наслаждения. Увлечение — то, чем человек любит и с радостью готов заниматься в своё свободное время. Увлечение является хорошим способом борьбы со стрессом, депрессией, злостью, гневом или яростью. Кроме того, увлечения часто помогают развить кругозор. Основная цель увлечений — самореализация. Хобби делятся на три основных вида: производить вещи, коллекционировать вещи и изучать вещи.
Словом «хобби» в английском языке в конце XIII века называли маленькую лошадь, уже не «pony», но ещё не «horse». C XVI века слово стало обозначать детскую игрушечную лошадку hobbyhorse.